# Rue des Filles-du-Calvaire
Rue des Filles-du-Calvaire är en gata i Quartier des Enfants-Rouges i Paris tredje arrondissement. Den är uppkallad efter det numera försvunna Couvent des Filles-du-Calvaire. Rue des Filles-du-Calvaire börjar vid Rue de Turenne 94 och slutar vid Boulevard des Filles-du-Calvaire 17 och Boulevard du Temple 1.

## Bilder
| - Klostret Filles du Calvaire på en äldre karta. - Gatuskylt. - Rue des Filles-du-Calvaire. |

## Omgivningar
- Saint-Denys-du-Saint-Sacrement
- Place Pasdeloup
- Square de la Place-Pasdeloup med Fontaine Dejean
- Boulevard du Temple
- Rue Oberkampf
- Rue Amelot
- Rue de Crussol
- Cité de Crussol
- Rue Commines
- Rue Froissart
- Passage Saint-Pierre-Amelot
- Rue de Malte
- Rue Debelleyeme

## Kommunikationer
- Tunnelbana – linje  – Filles du Calvaire
- Busshållplats Oberkampf – Filles du Calvaire – Paris bussnät, linje 96

### Webbkällor
- ”Rue des Filles-du-Calvaire”. Mairie de Paris. https://web.archive.org/web/20160303184004/http://www.v2asp.paris.fr/commun/v2asp/v2/nomenclature_voies/Voieactu/3659.nom.htm. Läst 28 januari 2023.
- ”Rue des Filles-du-Calvaire”. Les rues de Paris. https://web.archive.org/web/20190702074107/http://www.parisrues.com/rues03/paris-03-rue-des-filles-du-calvaire.html. Läst 28 januari 2023.